# 賭徒謬誤
賭徒謬誤（The Gambler's Fallacy）亦稱為蒙地卡羅謬誤（The Monte Carlo Fallacy），是一種機率謬誤，主張由於某事發生了很多次，因此接下來不太可能發生；或者由於某事很久沒發生，因此接下來很可能會發生。
賭徒謬誤的思維方式像是如此：抛一枚公平的硬幣，連續出現越多次正面朝上，下次抛出正面的機率就越小，抛出反面的機率就越大。

## 例子：抛硬幣
賭徒謬誤可由重複抛硬幣的例子展示。抛一個公平硬幣，正面朝上的機會是{\displaystyle {\frac {1}{2}}}，連續兩次抛出正面的機率是{\displaystyle {\frac {1}{2}}\times {\frac {1}{2}}={\frac {1}{4}}}。連續三次抛出正面的機率等於{\displaystyle {\frac {1}{2}}\times {\frac {1}{2}}\times {\frac {1}{2}}={\frac {1}{8}}}，如此類推。
現在假設，我們已經連續四次抛出正面。犯賭徒謬誤的人說：「如果下一次再抛出正面，就是連續五次。連抛五次正面的機率是{\displaystyle ({\frac {1}{2}})^{5}={\frac {1}{32}}}。所以，下一次抛出正面的機會只有{\displaystyle {\frac {1}{32}}}。」
以上論證步驟犯了謬誤。假如硬幣公平，定義上拋出反面的機率永遠等於{\displaystyle {\frac {1}{2}}}，不會增加或減少，拋出正面的機率同樣永遠等於{\displaystyle {\frac {1}{2}}}。連續拋出五次正面的機率等於{\displaystyle {\frac {1}{32}}}（0.03125），但這是指未拋出第一次之前。拋出四次正面之後，由於結果已知，在計算時會考慮為{\displaystyle {1}}，即必然發生。無論硬幣拋出過多少次和結果如何，下一次拋出正面和反面的機率仍然相等。
假定拋出{\displaystyle {n}}次，擲出正面的概率為{\displaystyle {P(Head)}}，擲出反面的概率為{\displaystyle {P(Tail)}}，{\displaystyle {n}}次後{\displaystyle {P(Head)}={P(Tail)}=1^{n}\times {\frac {1}{2}}={\frac {1}{2}}}。
實際上，由於每次拋硬幣都是獨立事件，因此計算出{\displaystyle {\frac {1}{32}}}機率是把拋硬幣當成連續事件。因為之前拋出了多次正面，而論證今次拋出反面機會較大，屬於謬誤。這種邏輯只在硬幣第一次拋出之前有效，因為這假定的是連續拋出五次正面，即{\displaystyle ({\frac {1}{2}})^{5}={\frac {1}{32}}}。

## 外部連結
- （英文）The Gambler's Fallacy （页面存档备份，存于）